# Otopharynx pachycheilus
Otopharynx pachycheilus) là một loài cá vây tia trong họ Cichlidae. Nó là loài cá nuôi bể.
Nó là loài đặc hữu của Malawi. Môi trường sinh sống của nó là hồ nước ngọt.